# Gustav König

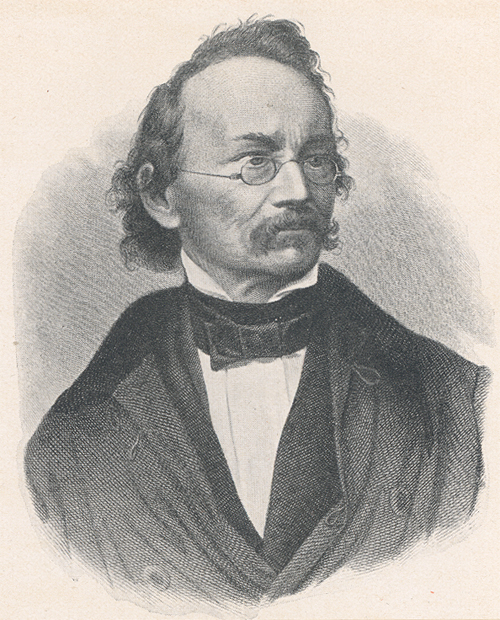
Gustav König.

Gustav König, född den 21 april 1808 i Coburg, död den 30 april 1869 i Erlangen, var en tysk målare.
König studerade i Nürnberg och München samt är känd genom sina många teckningar och målningar ur reformationshistorien, bland annat Luthers levnad i 48 kopparstick (senaste upplaga 1904). Han kallades av sina landsmän Luther-König.